# Schönwald (Schwarzenbach am Wald)
Schönwald ist ein Gemeindeteil der Stadt Schwarzenbach am Wald im Landkreis Hof (Oberfranken, Bayern). Schönwald liegt in der Gemarkung Döbra.

## Geografie
Im Weiler liegt auf freier Flur auf einem Höhenzug des Frankenwaldes. Im Norden fällt das Gelände zum Döbrabach ab, im Süden zum Thronbach. Beide sind linke Zuflüsse der Selbitz. Ein Anliegerweg führt 500 Meter nordwestlich zu einer Gemeindeverbindungsstraße, die südwestlich zur Staatsstraße 2194 bei Thron bzw. nordöstlich nach Haidengrün verläuft.

## Geschichte
Schönwald wurde 1484/85 erstmals urkundlich erwähnt. Der Ort bestand ursprünglich aus drei Höfen, die dem bambergischen Amt Rodeck unterstanden, und gehörte zur Realgemeinde Döbra. Ein Hof fiel spätestens 1505 wüst. Seit dem Dreißigjährigen Krieg wurden die beiden Höfe in vier Halbhöfe aufgeteilt. Gegen Ende des 18. Jahrhunderts bestand Schönwald weiterhin aus vier Anwesen (2 Halbhöfe, 1 Halbhof mit Schmiede, 1 Halbhof mit Branntweinbrennerei). Die Hochgerichtsbarkeit hatte das bambergische Centamt Enchenreuth. Das bambergische Kastenamt Stadtsteinach war Grundherr sämtlicher Anwesen.
Von 1802 bis 1810 unterstand Schönwald dem Justiz- und Kammeramt Naila. Infolge des Ersten Gemeindeedikts wurde Schönwald dem 1812 gebildeten Steuerdistrikt Döbra und der zugleich entstandenen Ruralgemeinde Döbra zugewiesen. Im Zuge der Gebietsreform in Bayern wurde Schönwald am 1. Mai 1978  nach Schwarzenbach eingegliedert.

### Baudenkmäler
- Haus Nr. 2: Wohnstallhaus[10]

### Einwohnerentwicklung
| Jahr      | 1819  | 1861   | 1871   | 1885   | 1900   | 1925   | 1950   | 1961   | 1970   | 1987   | 2020  |
| Einwohner | 28    | 32     | 31     | 29     | 28     | 23     | 38     | 21     | 15     | 19     | 21    |
| Häuser    |       |        |        | 4      | 4      | 4      | 4      | 4      |        | 4      |       |
| Quelle    | [ 8 ] | [ 12 ] | [ 13 ] | [ 14 ] | [ 15 ] | [ 16 ] | [ 17 ] | [ 18 ] | [ 19 ] | [ 20 ] | [ 1 ] |

## Religion
Schönwald ist seit der Reformation evangelisch-lutherisch geprägt und gehört zur Kirchengemeinde St. Bartholomäus (Döbra), die im 19. Jahrhundert zur Pfarrei erhoben wurde.